# Coral Gables
Coral Gables is een plaats (city) in de Amerikaanse staat Florida, en valt bestuurlijk gezien onder Miami-Dade County. Een bekende bezienswaardigheid is Fairchild Tropical Botanic Garden.

## Demografie
Bij de volkstelling in 2000 werd het aantal inwoners vastgesteld op 42.249.
In 2006 is het aantal inwoners door het United States Census Bureau geschat op 42.794, een stijging van 545 (1.3%).

## Geografie
Volgens het United States Census Bureau beslaat de plaats een oppervlakte van
96,2 km², waarvan 34,0 km² land en 62,2 km² water.

## Plaatsen in de nabije omgeving
De onderstaande figuur toont nabijgelegen plaatsen in een straal van 8 km rond Coral Gables.

## Geboren in Coral Gables
- Thurston Moore (1958), gitarist, zanger en componist (Sonic Youth)
- Mimi Rogers (1956), actrice en pokerspeelster